# Michael Jude Byrnes
Michael Jude Byrnes (Detroit, 23 agosto 1958 – Detroit, 30 maggio 2025) è stato un arcivescovo cattolico statunitense.

## Biografia
Michael Jude Byrnes nacque a Detroit il 23 agosto 1958 da Patrick e Marie Byrnes. Sua madre morì nel 1991. Il padre e la matrigna, Roberta, vissero a Farmington Hills.

### Formazione e ministero sacerdotale
Crebbe a Detroit e frequentò la Edison Elementary School dal 1963 al 1964, la St. Mary of Redford Elementary and Junior High School dal 1965 al 1972 e la Detroit Catholic Central High School dal 1972 al 1976.
Frequentò l'Università del Michigan ad Ann Arbor dove conseguì un Bachelor of Science in microbiologia. Fino all'agosto del 1981 lavorò come assistente di laboratorio nel dipartimento di chimica biologica della facoltà di medicina dell'Università del Michigan. Nello stesso periodo svolse anche il ruolo di ministro del campus a tempo parziale. Fino al 1985 fu ministro del campus attraverso la University Christian Outreach, che serve l'Università del Michigan e l'Università del Michigan Orientale a Ypsilanti. Attivo nel movimento di rinnovamento carismatico cattolico, lavorò come direttore dell'ufficio per il gruppo di supporto Servant Ministries ad Ann Arbor dal 1985 al 1990.
Dal 1990 al 1996 svolse gli studi per il sacerdozio presso il seminario maggiore "Sacro Cuore" di Detroit. Conseguì il Master of Divinity e il Master of Arts. Dichiarò di considerare il suo prozio, padre Remy McCoy, un sacerdote dell'ordine dei Missionari d'Africa che prestò servizio in Ghana, come una persona che ebbe un'importante influenza nella sua strada verso il sacerdozio. Padre McCoy morì nel 1990.
Il 25 maggio 1996 fu ordinato presbitero per l'arcidiocesi di Detroit nella cattedrale arcidiocesana dal cardinale Adam Joseph Maida, arcivescovo metropolita di Detroit. In seguito fu vicario parrocchiale della parrocchia di Santa Giovanna d'Arco a St. Clair Shores e membro aggiunto della facoltà nel seminario maggiore "Sacro Cuore" dal 1996 al 1999. Fu poi inviato a Roma per studi e ottenne la licenza nel 2001 e il dottorato nel 2003 in teologia biblica alla Pontificia Università Gregoriana. Tornato in patria fu professore di Sacra Scrittura presso il seminario maggiore "Sacro Cuore" di Detroit dal 2003; cooperatore festivo delle parrocchie della Presentazione e di Nostra Signora della Vittoria, di San Gregorio Magno e di Santa Maria; vice-rettore e decano della formazione dello stesso seminario e parroco della parrocchia della Presentazione e di Nostra Signora della Vittoria dal gennaio del 2004.
Fu anche membro del consiglio presbiterale dal 2007 al 2009.

### Ministero episcopale

Stemma di monsignor Byrnes come vescovo ausiliare di Detroit.

Il 22 marzo 2011 papa Benedetto XVI lo nominò vescovo ausiliare di Detroit e titolare di Eguga. Ricevette l'ordinazione episcopale il 5 maggio successivo nella cattedrale del Santissimo Sacramento a Detroit dall'arcivescovo metropolita di Detroit Allen Henry Vigneron, co-consacranti l'arcivescovo metropolita di Saint Paul e Minneapolis John Clayton Nienstedt e il vescovo di Winona John Michael Quinn.
Assistette l'arcivescovo Vigneron nella pastorale della regione nord-orientale dell'arcidiocesi comprendente parti delle contee di Macomb, St. Clair e Lapeer. Nell'ottobre del 2012, Vigneron gli chiese di guidare gli sforzi chiave relativi all'evangelizzazione. Questi includevano anche l'iniziativa Unleash the Gospel New Evangelization e l'imminente sinodo arcidiocesano. Il 10 febbraio 2012 venne nominato anche amministratore temporaneo della parrocchia di San Pietro a Mount Clemens.
Nel febbraio del 2012 compì la visita ad limina.
Il 31 ottobre 2016 papa Francesco lo nominò arcivescovo coadiutore con facoltà speciali di Agaña, nel territorio dell'isola del Pacifico di Guam. Prese possesso dell'arcidiocesi il 30 novembre successivo.
Tra le facoltà speciali incluse vi erano la piena autorità in tutte le questioni pastorali e amministrative nell'arcidiocesi, sia civilmente sia ecclesiasticamente. Tale scelta fu fatta a motivo delle accuse di abusi sessuali rivolte contro l'ordinario diocesano, Anthony Sablan Apuron, precedentemente autosospesosi nell'attesa dell'esito del processo canonico. Il 16 marzo 2018 il tribunale apostolico della Congregazione per la dottrina della fede composto da cinque vescovi e presieduto dal cardinale Raymond Leo Burke dichiarò l'imputato colpevole di alcune delle accuse e gli vennero imposte le pene di cessazione dall'ufficio e il divieto di residenza nell'arcidiocesi di Guam. Mantenne tuttavia il suo titolo in attesa dell'esito del processo di appello. Byrnes succedette nella posizione di arcivescovo in tutto tranne che nel titolo in quel momento.
Nel gennaio 2019, l'arcidiocesi presentò istanza di fallimento presso la corte federale a seguito di numerose accuse di abusi sessuali. La decisione, presa nel novembre precedente, permise all'arcidiocesi di evitare le richieste di risarcimento dopo i processi e di iniziare a raggiungere accordi nelle cause per abusi, per un totale di oltre 115 milioni di dollari.
Il 4 aprile 2019 la Sala stampa della Santa Sede riferì che il tribunale di seconda istanza in data 7 febbraio 2019 aveva confermato la sentenza di prima istanza, dichiarando l'arcivescovo Apuron colpevole di delitti contro il sesto comandamento con minori. Gli furono irrogate le pene della privazione dell'ufficio, del divieto perpetuo di dimorare anche temporaneamente nell'arcidiocesi di Agaña e del divieto perpetuo di usare le insegne episcopali. La decisione non fu ulteriormente appellabile. Il 6 aprile la Sala stampa della Santa Sede diede conferma dell'avvenuta successione di Byrnes all'ufficio di arcivescovo al momento della pubblicazione della conclusione del procedimento giudiziario contro Anthony Sablan Apuron.
Nel settembre del 2019 compì una seconda visita ad limina.
Il 29 giugno 2019 ricevette dal papa il pallio durante una cerimonia tenutasi nella basilica di San Pietro in Vaticano. Il 19 gennaio 2020 il nunzio apostolico Novatus Rugambwa glielo impose nel corso di una celebrazione tenutasi nella cattedrale del Dolcissimo Nome di Maria a Hagåtña.
Il 28 marzo 2023 papa Francesco accettò la sua rinuncia al governo pastorale dell'arcidiocesi di Agaña per motivi di salute. Aveva lasciato l'arcidiocesi nel giugno 2022 ed era stato in congedo per diversi mesi. Il 19 marzo 2025 monsignor Edward Joseph Weisenburger, che aveva preso possesso dell'arcidiocesi di Detroit il giorno precedente, si recò a trovarlo in ospedale e invitò i fedeli a pregare per lui viste le sue peggiorate condizioni di salute.
Oltre all'inglese, conosceva l'italiano e leggeva greco e latino.
Era noto anche per il suo atletismo e le sue partecipazioni regolari alle maratone. Praticava anche il triathlon.
Morì a Detroit il 30 maggio 2025 all'età di 66 anni a causa della malattia di Alzheimer. Le esequie si tennero il 9 giugno alle ore 14 nella cattedrale del Santissimo Sacramento a Detroit e furono presiedute da monsignor Edward Joseph Weisenburger, arcivescovo metropolita di Detroit e superiore ecclesiastico delle Isole Cayman. L'omelia venne pronunciata da monsignor John Riccardo, suo compagno di ordinazione. Al termine del rito fu sepolto nell'Holy Sepulchre Catholic Cemetery a Southfield.

## Genealogia episcopale
La genealogia episcopale è:
- Cardinale Scipione Rebiba
- Cardinale Giulio Antonio Santori
- Cardinale Girolamo Bernerio, O.P.
- Arcivescovo Galeazzo Sanvitale
- Cardinale Ludovico Ludovisi
- Cardinale Luigi Caetani
- Cardinale Ulderico Carpegna
- Cardinale Paluzzo Paluzzi Altieri degli Albertoni
- Papa Benedetto XIII
- Papa Benedetto XIV
- Papa Clemente XIII
- Cardinale Marcantonio Colonna
- Cardinale Giacinto Sigismondo Gerdil, B.
- Cardinale Giulio Maria della Somaglia
- Cardinale Carlo Odescalchi, S.I.
- Cardinale Costantino Patrizi Naro
- Cardinale Lucido Maria Parocchi
- Papa Pio X
- Cardinale Gaetano De Lai
- Cardinale Raffaele Carlo Rossi, O.C.D.
- Cardinale Amleto Giovanni Cicognani
- Cardinale Pio Laghi
- Cardinale Adam Joseph Maida
- Arcivescovo Allen Henry Vigneron
- Arcivescovo Michael Jude Byrnes